# 블루원워터파크
블루원 워터파크(Blue one waterpark)는 대한민국 경상북도 경주시 천군동에 위치한 워터파크이다.

## 특징
블루원 리조트 안에 있으며, 포시즌존과 웨이브존, 토렌트존까지 3개의 큰 존으로 나뉘어 있다. 이곳에 있는 파도풀(스톰 웨이브)는 무려 2.6m의 파도가 친다.

## 놀이 시설

### 포시즌존
- 파도풀
- 베이비풀
- 아쿠아플레이
- 플라잉폭스
- 바디 슬라이드
- 캐논볼 슬라이드
- 튜브 슬라이드
- 아쿠아플레이
- 유수풀
- 키즈풀
- 바데풀
- 목간스파
- 스파 라운지[2]

### 웨이브존
- 스톰 웨이브(파도풀, 최대 높이 2.6m로, 대한민국에서 두 번째로 파도가 높다. 블루원 워터파크의 자랑이다.)
- 원더풀 스테이지
- 아일랜드 스파
- 하이드로스톰
- 원더풀 스테이지
- 토네이도 슬라이드
- 패밀리 슬라이드
- 키티풀[3]

### 토렌트존
- 토렌트리버(유수풀)
- 드롭 슬라이드
- 캐논볼
- 웨이브 슬라이드
- 어드벤쳐 플레이[4]